# Trup (anatomie)
Trup (latinsky truncus) je morfologický termín užívaný v zoologii pro centrální část těla obratlovců a jim příbuzných skupin živočichů. Trup se jako jedna z částí těla popisuje už u polostrunatců (Hemichordata), kteří přitom nemají žádné končetiny ani hlavu v pravém slova smyslu. Uvnitř trupu se nachází coelomová dutina. Trup je dále typickou součástí těla všech strunatců, ačkoliv u většiny pláštěnců je trupovitá struktura patrná jen v larválním stadiu.

## Trup člověka

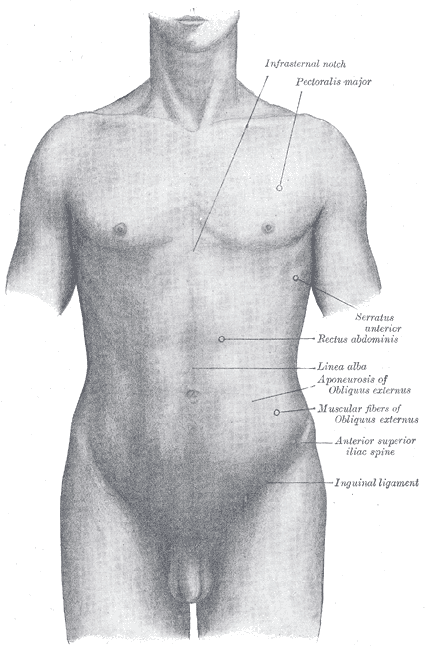
Trup je tělo bez hlavy a končetin

V lidské anatomii je trup označení pro část lidského těla bez hlavy a končetin. Zahrnuje
1. hrudník – thorax
  - přední část se označuje hruď a
  - zadní část jsou záda,
2. břicho – abdomen, a to včetně slabin čili třísel
3. pánev – pelvis, včetně hýždí a spodní strany nazývané hráz.[2]

## Kostra trupu
Kostru trupu tvoří páteř sestavená z obratlů, žebra a hrudní kost. 

Kostra člověka

## Hlavní orgány
Nejkritičtější orgány jsou uloženy v trupu. V horní části hrudníku jsou srdce a plíce chráněny hrudním košem a břicho obsahuje většinu orgánů odpovědných za trávení: žaludek, který prostřednictvím žaludeční kyseliny rozkládá částečně strávenou potravu; játra, která produkují žluč nezbytnou pro trávení; tlusté a tenké střevo, které extrahuje živiny z potravy; řiť, ze které jsou vylučovány fekální odpady; konečník, který ukládá výkaly; žlučník, který uchovává a koncentruje žluč; ledviny, které produkují moč, močovody, které ji předávají do močového měchýře pro skladování; a močová trubice, která vylučuje moč a u muže prochází sperma semennými váčky. A konečně, pánevní oblast obsahuje mužské i ženské reprodukční orgány.

Orgány trupu

## Hlavní svalstvo trupu
Trup také obsahuje mnoho hlavních skupin svalů v těle.

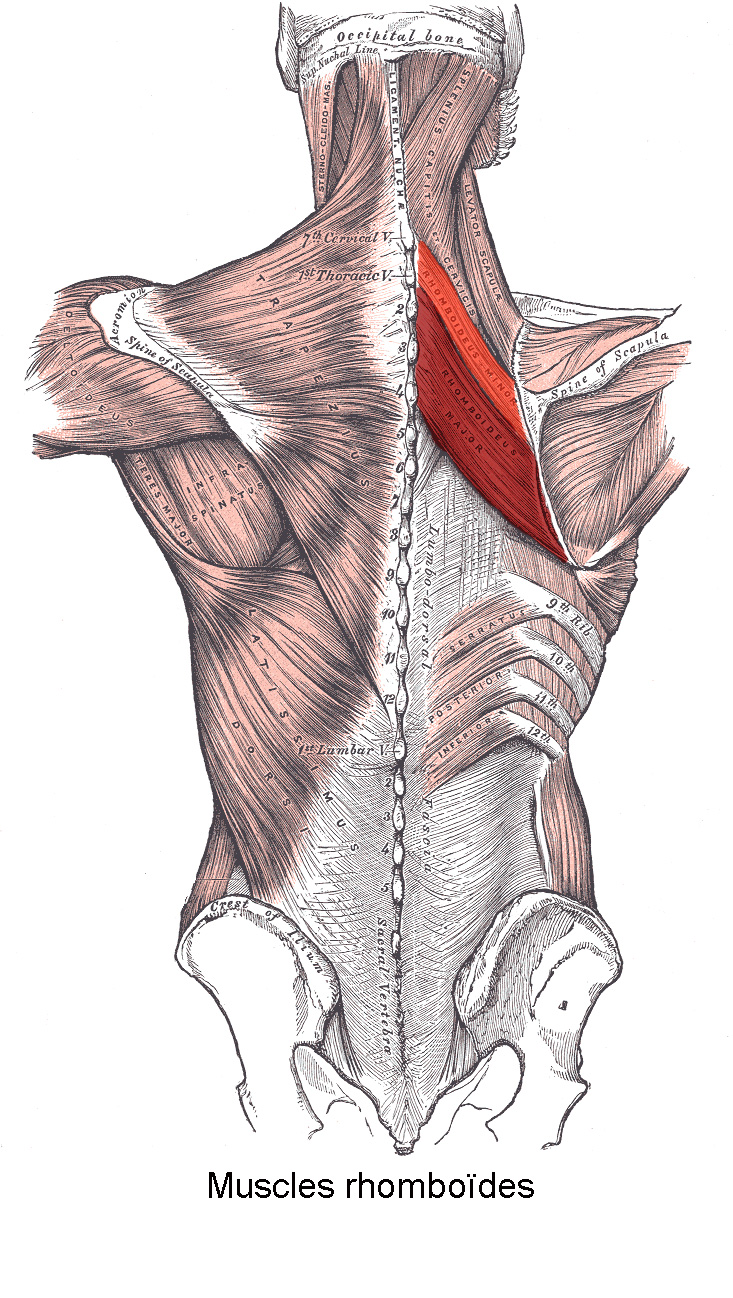
Svaly zad

- prsní svaly
- břišní svaly
- boční břišní svaly
- svaly zad

## Nervová zásoba
Orgány, svaly a další obsah trupu jsou vybaveny nervy, které vznikají hlavně jako nervové kořeny z hrudní a bederní části míchy. Některé orgány také dostávají nervový přísun z bloudivého nervu.